# 黑唇鬚稚鱈
黑唇鬚稚鱈（学名：Physiculus yoshidae），又名黑唇小褐鱈、鱈魚，为稚鱈科小褐鱈屬下的一个种。

## 扩展阅读
- 維基物種上的相關：黑唇鬚稚鱈